# Mana Genita
Na religião romana antiga, Mana Genita ou Geneta Mana é uma deusa obscura mencionada apenas por Plínio, Plutarco e Horácio. Tanto Plínio quanto Plutarco relatam que seus ritos eram realizados com o sacrifício de um filhote de cão ou de uma cadela. Somente Plutarco deixou alguma análise da natureza da deusa, derivando Mana do verbo latino manare, "fluir", uma etimologia que o gramático romano Vérrio Flaco also relates to the goddess Mania mentioned by Varro, também relaciona à deusa Mania mencionada por Varrão, e aos Manes, as almas dos mortos. Em uma perspectiva de equivalência grega, Plutarco, por conta do sacrifício da cadela, conecta vagamente a deusa a Hécate. e paralelamente observa que a prática sacrificial argiva (usando cães) também faz uma comparação interessante para ela com Eilioneia, significando a deusa do nascimento Ilítia. Horácio também a liga a Ilítia em carmen saeculare. Alguns comentaristas modernos elaboraram os qualificadores "Genita" e "Mana", para sugerir que ela era uma deusa que podia determinar se os bebês nasciam vivos ou mortos. Outros sugeriram que Horácio pode estar se referindo a essa deusa quando menciona uma deusa Genitalis no Carmen Saeculare (linha 16). Alguns a compararam à Deiua Geneta (deusa do nascimento) osca, enquanto outros ainda consideram que Genita Mana pode ser apenas um epíteto vago como Bona Dea, em vez de um teônimo real.

## Em Plutarco
Plutarco escreve as Questões Romanas como uma série de perguntas e respostas. Sobre Geneta Mana, ele levanta a dupla questão de por que uma cadela lhe é oferecida como vítima e por que se reza para que nenhum membro da família se torne "bom" (ou seja, "morto"):

Será que Geneta é um espírito preocupado com a geração e o nascimento de seres que perecem? Seu nome significa algo como "fluxo e nascimento" ou "nascimento fluido". Assim, assim como os gregos sacrificam uma cadela a Hécate, os romanos também oferecem o mesmo sacrifício a Geneta em nome dos membros de sua família. Mas Sócrates diz que os argivos sacrificam uma cadela a Eilioneia devido à facilidade com que a cadela dá à luz seus filhotes. Mas será que o significado da oração, para que nenhum deles se torne "bom", não se refere aos membros humanos de uma família, mas aos cães? Pois os cães devem ser selvagens e aterrorizantes.
Ou, porque os mortos são graciosamente chamados de "os bons", eles estão, em linguagem velada, pedindo em suas orações que ninguém de sua casa morra? Não devemos nos surpreender com isso; Aristóteles, de fato, diz que está escrito no tratado dos Arcádios com os Espartanos: "Ninguém será punido por prestar auxílio ao grupo espartano em Tégea"; isto é, ninguém será morto.